# Matvey Nikitin
Matvey Nikitin, né le 2 juillet 1992 à Oural, est un coureur cycliste kazakh.

## Palmarès
- 2013
  - 2e de Firenze-Mare
- 2014
  - 2e de Milan-Tortone
  - 2e de l'Alta Padovana Tour
  - 3e du Grand Prix Santa Rita
- 2015
  - 2e de la Minsk Cup
  - 3e du Podlasie Tour
- 2016
  - 3e du North Cyprus Cycling Tour
  - 3e du Grand Prix ISD
  - 3e du championnat du Kazakhstan sur route
- 2019
  - Odessa Grand Prix
  - 3e du Tour de Ribas

## Classements mondiaux
| Année                                 | 2011 | 2012 | 2013 | 2014 | 2015 | 2016 | 2017 | 2018  | 2019 | 2020 | 2021  |
| ------------------------------------- | ---- | ---- | ---- | ---- | ---- | ---- | ---- | ----- | ---- | ---- | ----- |
| Classement mondial                    |      |      |      |      |      | 765e | 782e | 1172e | 568e | 530e | 1440e |
| UCI Europe Tour                       | nc   | nc   | nc   | 987e | 192e | 924e | 835e | nc    |      |      |       |
| UCI Asia Tour                         | 335e | nc   | 202e | nc   | 184e | 148e | 164e | 167e  | 21e  | 14e  | 72e   |
|                                       |      |      |      |      |      |      |      |       |      |      |       |
| Légende : nc = non classéSource : UCI |      |      |      |      |      |      |      |       |      |      |       |